# 多羅布國家公園

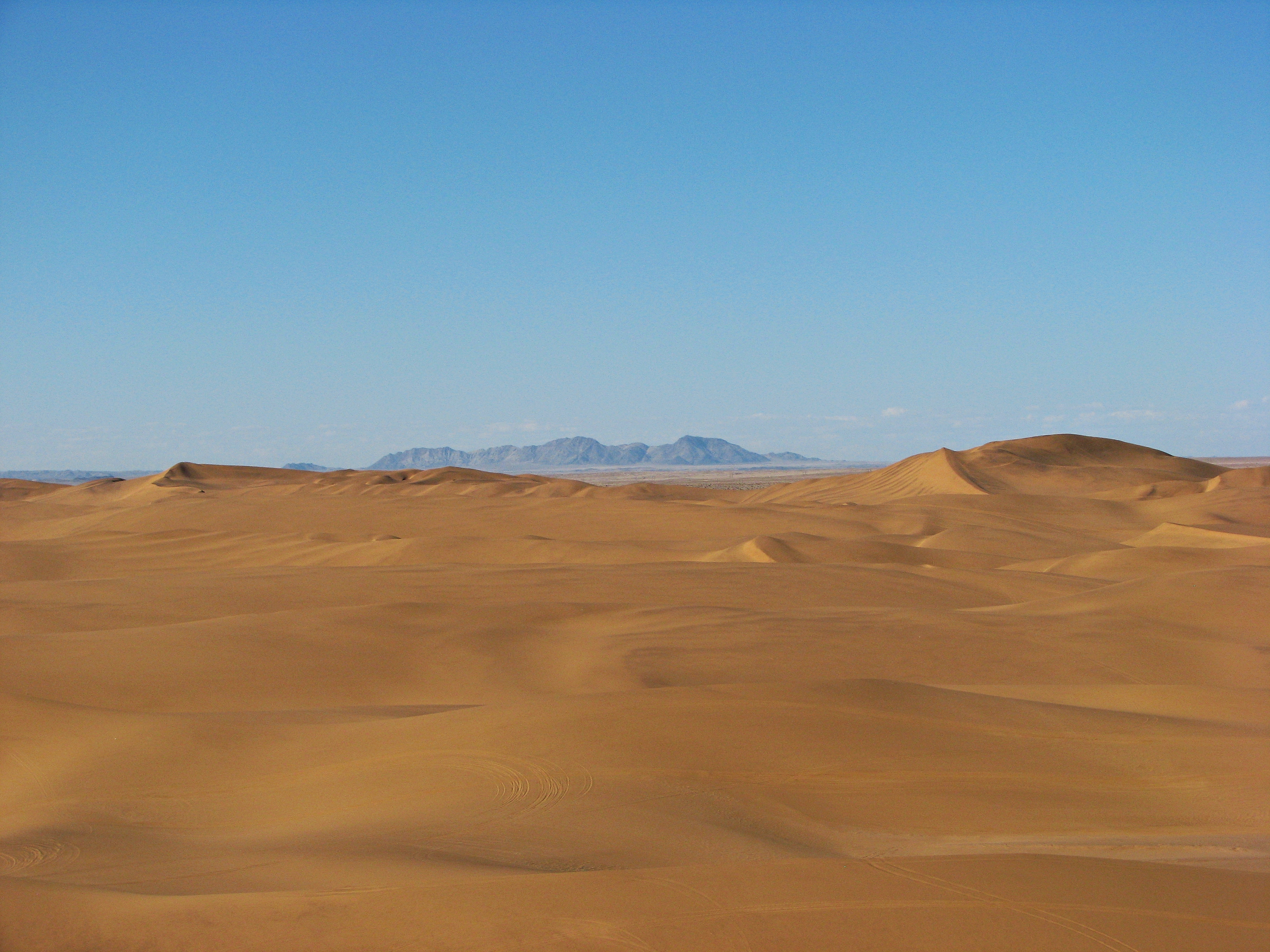

22°55′40.26″S 14°33′51.98″E / 22.9278500°S 14.5644389°E
多羅布國家公園（英語：Dorob National Park），是納米比亞的國家公園，位於該國中西部，由埃龍戈區負責管轄，南面是納米布-諾克盧福國家公園，成立於2010年12月1日，面積107,540平方公里。